# Esteban Dagnino
Esteban Dagnino (Callao, 13 de abril de 1903-Talara, 2 de marzo de 1952) fue un futbolista peruano que jugaba como delantero e integró la selección de fútbol del Perú en sus primeros años.

## Trayectoria
Se inició en el fútbol en Unión Buenos Aires del Callao como centrocampista (half centro). Luego integró las filas del Club Atlético Chalaco donde pasó a ser  delantero.
Formó parte del Combinado Chalaco que le ganó por 1-0 a un seleccionado uruguayo en 1924 y que enfrentó al Real Madrid en 1927. Su último club fue Atlético Chalaco a inicios de 1930.
Tras su retiro viajó a Talara para trabajar en una compañía petrolera de esa ciudad. Falleció en 1952 tras ahogarse en el mar de esa ciudad.

## Selección nacional
Fue internacional con la Selección de fútbol del Perú en 2 partidos en 1927. Hizo su debut el 13 de noviembre contra la selección boliviana en el Campeonato Sudamericano 1927.

### Participaciones en Copa América
| Copa América      | Sede | Resultado |
| ----------------- | ---- | --------- |
| Copa América 1927 | Perú | Tercero   |

## Clubes
| Club                  | País | Año       |
| --------------------- | ---- | --------- |
| Unión Buenos Aires    | Perú |           |
| Club Atlético Chalaco | Perú | 1926-1929 |